# Weißer Steinklee
Der Weiße Steinklee (Melilotus albus), auch Weißer Honigklee oder Bokharaklee, ist eine Pflanzenart innerhalb der Familie der Hülsenfrüchtler (Fabaceae).

## Beschreibung

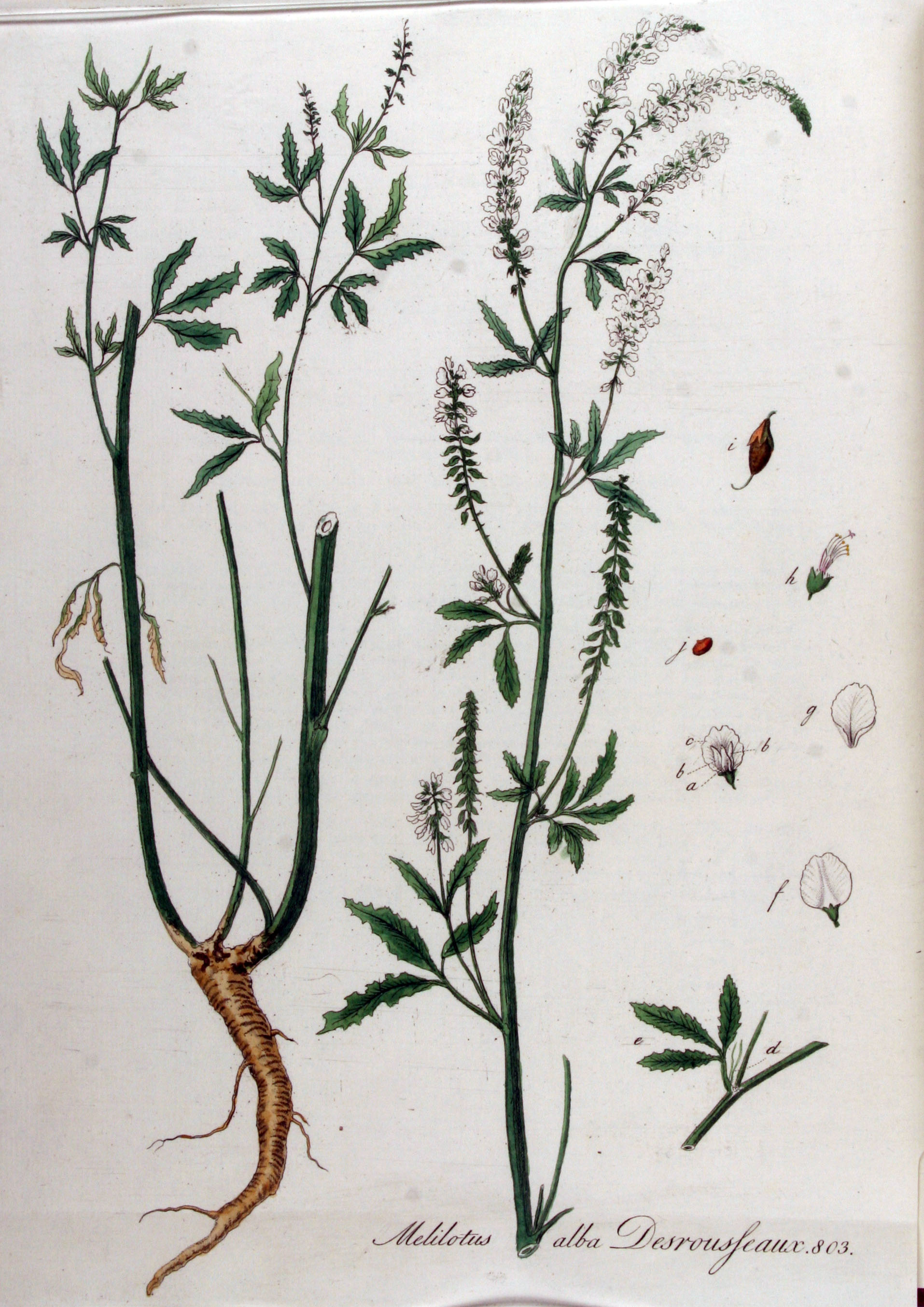
Illustration aus Flora Batava, Band 11, 1853

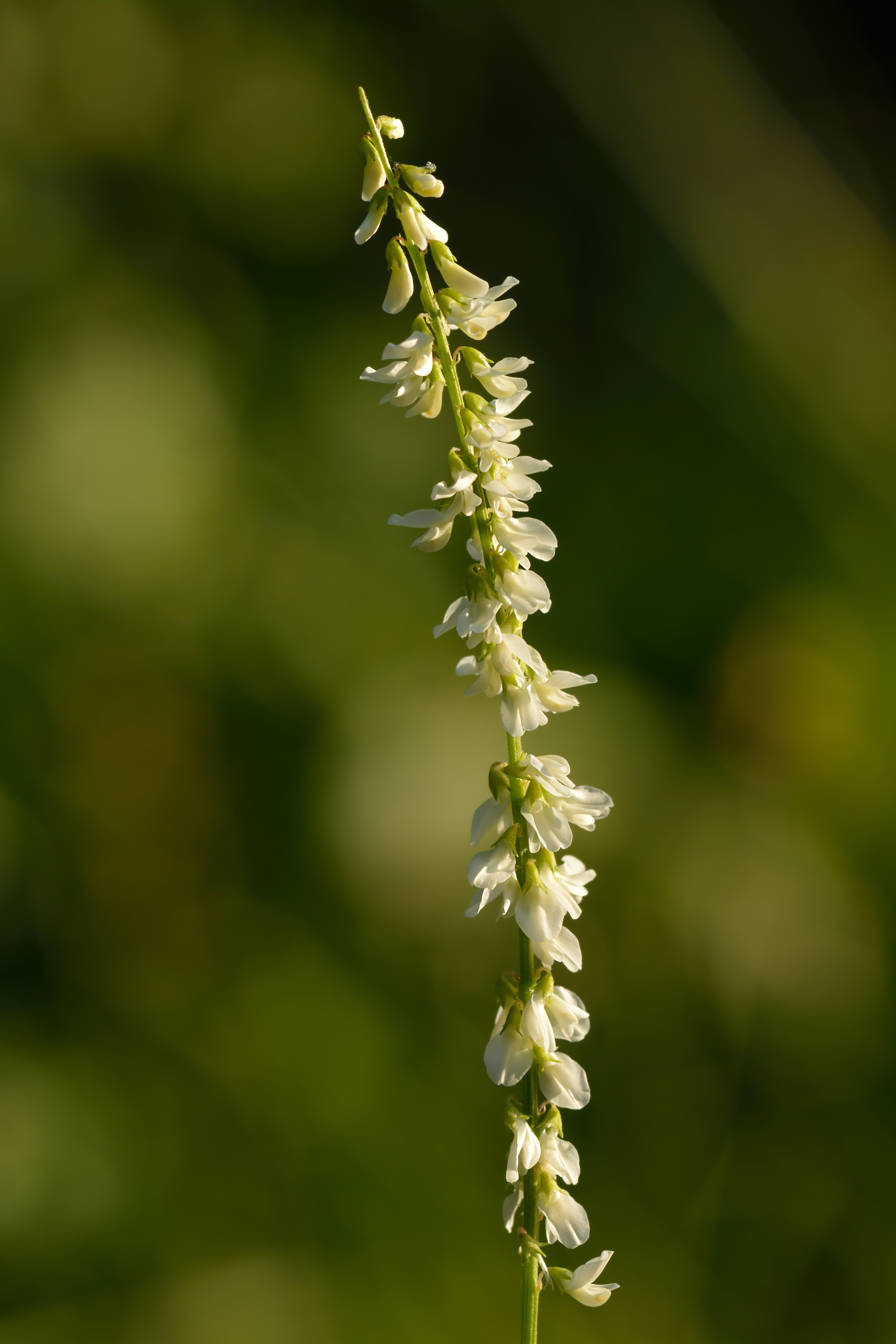
Blütenstand

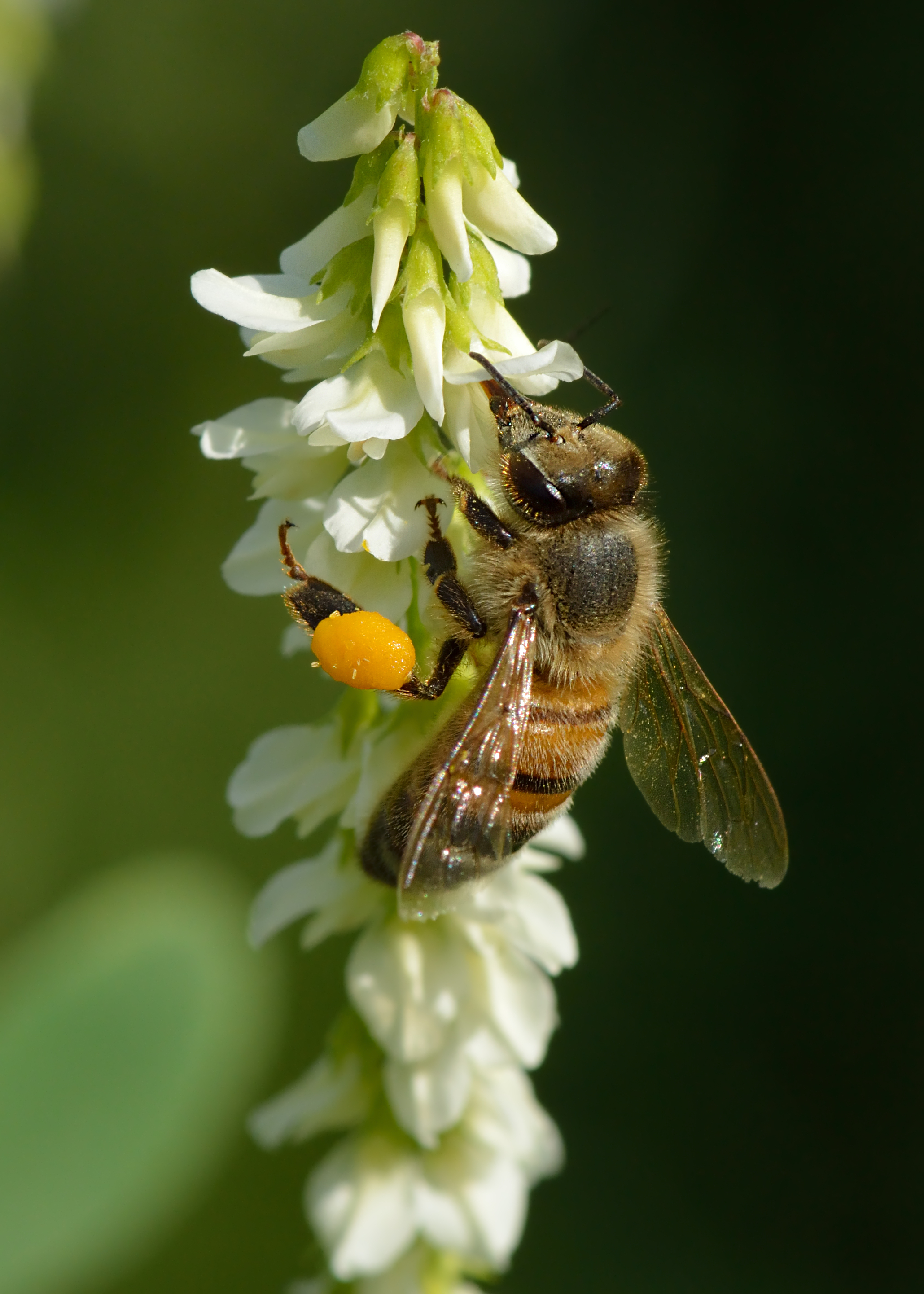
Bestäubung

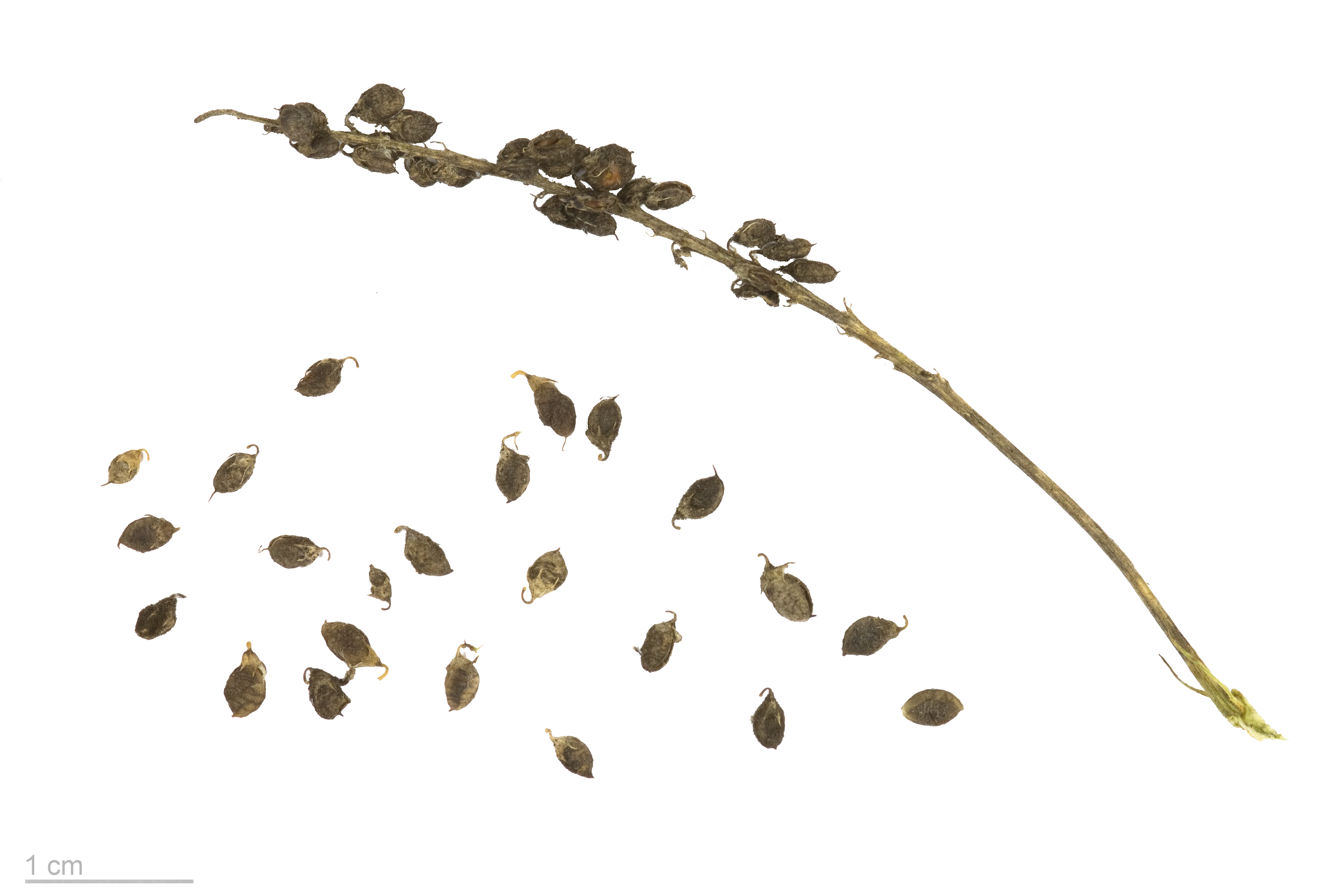
Früchte

### Erscheinungsbild und Blatt
Der Weiße Steinklee ist eine sommergrüne, ein- bis zweijährige überwinternde krautige Pflanze und erreicht Wuchshöhen von 30 bis 150 Zentimetern, selten höher. Der aufrechte Stängel ist meist verzweigt, er ist im oberen Bereich kurz behaart und öfters rötlich überlaufen, er verholzt später ziemlich stark und erreicht am Grunde eine Dicke von bis zu 2 Zentimetern.
Die wechselständig angeordneten Laubblätter sind in Blattstiel und Blattspreite gegliedert. Die Blattspreite ist dreiteilig gefiedert. Das mittlere oberste Blättchen ist wie bei anderen Steinklee-Arten auch länger gestielt als die seitlichen. Die Teilblättchen sind bei einer Länge von meist 1 bis 2 Zentimetern länglich verkehrt-eiförmig, mit gestutztem oder gerundetem oberen Ende. Jedes Fiederblatt besitzt sechs bis zwölf Paar Seitennerven und ebenso viele, oft undeutliche Zähne. Die Nebenblätter sind meist ganzrandig, borstlich und 8 bis 10 Millimeter lang.

### Blütenstand, Blüte und Frucht
Die Blütezeit reicht von Juni bis Oktober. Der traubige Blütenstand enthält bis zu 40 oder 80 Blüten und ist 4 bis 6 Zentimeter lang. Der Blütenstiel ist 1 bis 2 Millimeter lang. Die Blüten sind nickend.
Die zwittrigen Blüten sind als Schmetterlingsblüte zygomorph und fünfzählig mit doppelter Blütenhülle. Die weißen Kronblätter sind 4 bis 5 Millimeter lang. Die Fahne ist wenig länger als die Flügel und diese so lang oder wenig länger als das Schiffchen.
Die weißliche Hülsenfrucht ist netznervig runzelig; sie ist 3 bis 3,5 Millimeter lang und 2 bis 2,5 Millimeter breit, schief eiförmig, stumpf, mit sehr kurzem Griffelrest, kahl und zuletzt schwärzlich.

### Chromosomenzahl
Die Chromosomenzahl beträgt 2n = 16.

## Ökologie
Der Weiße Steinklee wurzelt bis 70 Zentimeter tief.
Die Bestäubung erfolgt durch zahlreiche Insekten wie Bienen, Fliegen oder Schmetterlinge. Die Früchte werden durch Schütteln ausgebreitet.
An gedüngten Orten kann der Weiße Steinklee sogar 3 Meter Höhe erreichen, eine westasiatische Varietät (Melilotus albus var. arboreus Castagne) sogar 6 Meter Höhe.

## Allgemeine Verbreitung
Der Weiße Steinklee ist ein kontinentales Florenelement; in West-, Nord- und Mitteleuropa ist dessen Indigenität zweifelhaft. Sein Areal erstreckt sich von Spanien, Mittelitalien, und Griechenland im Süden bis Großbritannien und Finnland im Norden; weiter ostwärts bis Westsibirien, Tibet und bis Vorderasien. In Nordamerika und in Australien ist er eingebürgert. In Europa wurde der Weiße Steinklee im 16. und 17. Jahrhundert als Heilpflanze und als Zierpflanze kultiviert, und er ist heute als Futterpflanze weltweit verbreitet; für diese Verwendung sind inzwischen Cumarin-arme Formen gezüchtet worden.

## Vorkommen
Der Weiße Steinklee ist in Europa verbreitet. In Teilen Westasiens und Nordamerikas gilt er als Neophyt. Der Weiße Steinklee wurde auch in Deutschland und Nordeuropa im Zuge der Besiedlung der Menschen als Archaeophyt eingeschleppt.
Der Weiße Steinklee wächst häufig mit dem Echten Steinklee zusammen an trockenen und frischen Ruderalstellen.
Er ist in Mitteleuropa eine Charakterart des Echio-Melilotetum aus dem Verband Dauco-Melilotion.
Der Weiße Steinklee kommt an Wegrändern, Schuttplätzen, an Bahnanlagen, Kiesgruben und Xerothermrasen vor. Er bevorzugt basenreiche und nährstoffreiche Böden.

### Standorte und Verbreitung in Mitteleuropa
Möglicherweise war der Weiße Steinklee ursprünglich nur im Mittelmeergebiet, in Südosteuropa und in Mittelasien beheimatet. Nach Mitteleuropa erscheint er entlang der Flussläufe möglicherweise erst ab etwa dem 15. Jahrhundert eingedrungen zu sein. Vor allem entlang der Bahnlinien hat er sich rasch ausgebreitet. Als Rohbodenpionier und als Kiesfestiger wird er gelegentlich zur „Bodenverbesserung“ angesät. Er fehlt im mitteleuropäischen Tiefland und in Gegenden mit kalkarmem Untergrund in kleineren Gebieten; sonst kommt er in Mitteleuropa häufig vor.
Der Weiße Steinklee gedeiht am besten auf nährstoffreichen, trockenen, etwas kalkhaltigen, tiefgründigen und daher meist lehmigen Böden, die aber steinig sein können, er gedeiht auch auf Sand, Grus und auf Bahnschotter.
Die ökologischen Zeigerwerte nach Landolt et al. 2010 sind in der Schweiz: Feuchtezahl F = 2+w (frisch aber mäßig wechselnd), Lichtzahl L = 4 (hell), Reaktionszahl R = 4 (neutral bis basisch), Temperaturzahl T = 4 (kollin), Nährstoffzahl N = 3 (mäßig nährstoffarm bis mäßig nährstoffreich), Kontinentalitätszahl K = 4 (subkontinental).
Der Weiße Steinklee besiedelt Unkrautgesellschaften auf trockenem Ödland, Bahngelände, Kiesgruben und Steinbrüche. Er steigt in den Alpen vereinzelt bis in Höhenlagen von 1500 Metern auf; in den Allgäuer Alpen in Bayern bei der Höflealpe im Mahdtal nordwestlich Riezlern bis in eine Höhenlage von 1350 Meter. Er wurde aber im Oberengadin bei 1720 Metern und bei Arosa bei 1850 Metern Meereshöhe beobachtet.

## Nutzung
Gelegentlich wird der Weiße Steinklee auch zur Gründüngung verwendet.

## Geschichte
Der Weiße Steinklee hat sich in Westeuropa anscheinend erst in historischer Zeit, spätestens um 1500 eingebürgert; Angaben aus älterer Zeit und prähistorische Funde fehlen.

## Taxonomie
Die Erstveröffentlichung erfolgte 1787 unter dem Namen Melilotus albus durch Friedrich Kasimir Medikus in Vorlesungen der Churpfälzischen physicalisch-öconomischen Gesellschaft, Band 2, Seite 38 erstbeschrieben. In der ersten Auflage von Species Plantarum von Carl von Linné 1753 ist diese Art zusammen mit Melilotus officinalis als eine Art zusammengefasst.

## Sonstiges
Der Weiße Steinklee besitzt eine unterirdische Rübe, die essbar sein soll. Ob diese wie beim Echten Steinklee schwach giftig ist, ist noch nicht ausreichend geklärt.